# Anolis eulaemus
Anolis eulaemus – gatunek jaszczurki z rodziny Anolidae. Występuje endemicznie na zboczach Andów w Kolumbii.

## Systematyka
Gatunek zalicza się do rodzaju Anolis. Rodzaj ten umieszcza się obecnie w monotypowej rodzinie Anolidae. W przeszłości zaliczano go jednak do licznej w gatunki rodziny legwanowatych (Iguanidae).

## Rozmieszczenie geograficzne
Zwierzę zamieszkuje tereny w zachodniej Kolumbii leżące na wysokości od 1300 do 2400 m n.p.m., obejmujące zachodnie zbocza Kordyliery Środkowej i wschodnie zbocza Kordyliery Zachodniej. Wcześniejsze rzekome stwierdzenia z prowincji Esmeraldas w Ekwadorze dotyczą osobników błędnie zidentyfikowanych.

## Siedlisko
Siedlisko tego gada to tropikalne wilgotne lasy górskie, także wtórne. Bytuje on nad brzegami rzek, w zaroślach i wśród roślinności zielnej.

## Zagrożenia i ochrona
W Czerwonej księdze gatunków zagrożonych IUCN Anolis eulaemus jest klasyfikowany jako gatunek najmniejszej troski (LC, ang. Least Concern).
Zwierzę występuje pospolicie.
Na gatunek negatywny wpływ wywiera degradacja i fragmentacja jego habitatu spowodowana przez tworzenie plantacji kawy i innych upraw rolnych.